# 博霍柳貝
50°46′6″N 25°14′0″E / 50.76833°N 25.23333°E
博霍柳貝（烏克蘭語：Боголюби），是烏克蘭西部沃倫州的村落，隸屬盧茨克區盧茨克市鎮，位於盧茨克市西方，始建於1855年，面積0.77平方公里，海拔高度209米，2001年人口851，人口密度每平方公里1,099.48人。